# Lesnoje (Kaliningrad, Gurjewsk)
Lesnoje (russisch Лесное, deutsch: Ludwigswalde) ist ein Ort in der russischen Oblast Kaliningrad. Er gehört zur kommunalen Selbstverwaltungseinheit Stadtkreis Gurjewsk im Rajon Gurjewsk. 

## Geographische Lage
Das Dorf liegt in der historischen Region Ostpreußen, neun Kilometer südsüdöstlich des  Stadtzentrums von Kaliningrad (Königsberg (Preußen)). 

## Geschichte

Ludwigswalde, südsüdöstlich von Königsberg und östlich des Marktfleckens Brandenburg am Frischen Haff, auf einer Landkarte von 1910

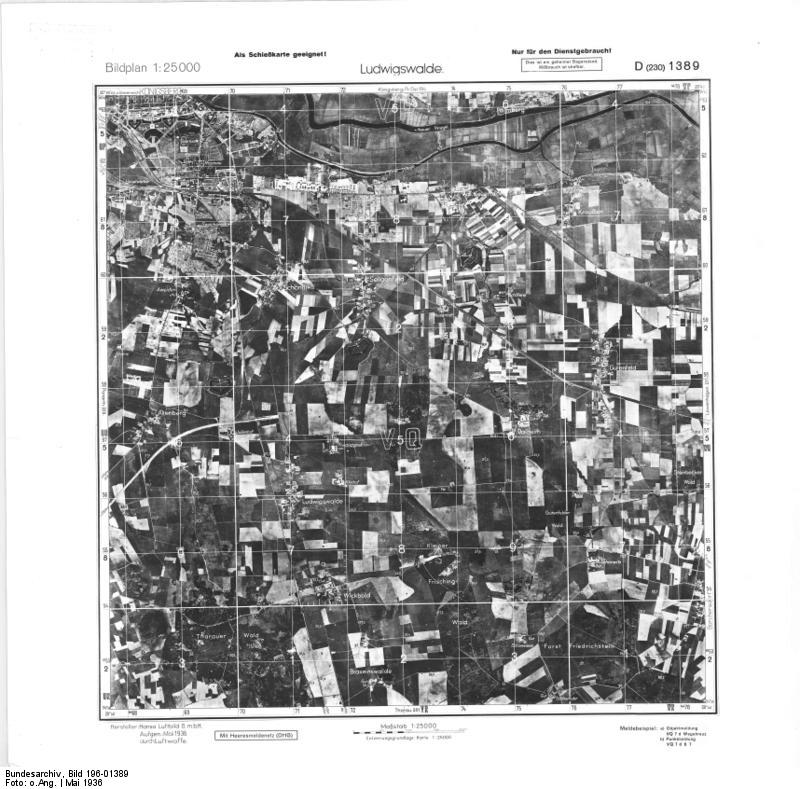
Luftbild aus dem Jahre 1936

Das ursprünglich Ludewigiswalde genannte Dorf wurde am 11. Januar 1332 gegründet. Im Jahr 1782 war Ludwigswalde ein königliches Dorf mit einer Kirche, die unter dem Patronat des Königs stand, und 26 Feuerstellen (Haushaltungen).
Im Jahre 1874 wurden die damals noch selbständigen Orte Ludwigswalde und Friedrichshof zum Amtsbezirk Ludwigswalde zusammengefasst. Im Jahre 1895 kam der Nachbarort Wickbold (heute russisch: Otwaschnoje) dazu.
Am 15. Dezember 1900 war der Gutsbezirk Friedrichshof (heute russisch: Maloje Lesnoje) in die Landgemeinde Ludwigswalde eingegliedert worden. Während Ludwigswalde direkt an der deutschen Reichsstraße 128 lag, war Friedrichshof ein wenig abseits am Ufer der heutigen Lesnaja angesiedelt.
Im Jahre 1910 lebten in der Gemeinde Ludwigswalde mit Friedrichshof 783 Menschen. Ihre Zahl betrug 1933 noch 655 und stieg bis 1939 auf 783.
Bis 1945 war Ludwigswalde ein Dorf im Landkreis Samland im Regierungsbezirk Königsberg der preußischen Provinz Ostpreußen des Deutschen Reichs. Bis 1938 hatte es zum dann umgegliederten Landkreis Königsberg gehört.
Gegen Ende des Zweiten Weltkrieges wurde Ludwigswalde im Frühjahr 1945  von der Roten Armee besetzt und kam  anschließend besatzungsrechtlich unter die Verwaltung der Sowjetunion. Im 1947 Jahr erhielt der Ort den russischen Namen Lesnoje und wurde gleichzeitig dem Dorfsowjet Selenopolski selski Sowet im Rajon Kaliningrad zugeordnet. Später gelangte der Ort in den Nowomoskowski selski Sowet im Rajon Gurjewsk. Von 2008 bis 2013 gehörte Lesnoje zur Landgemeinde Nowomoskowskoje selskoje posselenije und seither zum Stadtkreis Gurjewsk.

## Kirche
Ludwigswalde war vor 1945 Pfarrsitz für das evangelische Kirchspiel Ludwigswalde, das zum Kirchenkreis Königsberg-Land I der Kirchenprovinz Ostpreußen der Kirche der Altpreußischen Union gehörte. Nachbarpfarren waren Lichtenhagen (heute russisch: Jablonewka), Mahnsfeld (Polewoje), Tharau (Wladimirowo) und Borchersdorf (Selenopolje). 
Heute liegt Lesnoje im Einzugsgebiet der in den 1990er Jahren neu entstandenen Auferstehungskirchengemeinde in Kaliningrad (Königsberg), die zur Propstei Kaliningrad der Evangelisch-lutherischen Kirche Europäisches Russland gehört.

### Kirchspielorte
Zum Kirchspiel Luwigswalde gehörten bis 1945 die Orte:
- Altenberg (Doroschnoje)
- Friedrichshof (Maloje Lesnoje)
- Julienhof (Luschki)
- Klein Wickbold (Maloje Otwaschnoje)
- Ludwigswalde (Lesnoje)
- Wickbold (Otwaschnoje)

### Pfarrer bis 1945
Seit der Reformation amtierten in Ludwigswalde bis 1945 insgesamt 24 evangelische Geistliche:
| - Caspar Scheller, 1537 - Johann Wichmannsdorf, 1579 - Paul Gehrcke, ab 1585 - Caspar Reulinus, ab 1598 - Johann Vorhoff, 1632–1647 - Johann Cörber, 1647–1686 - Heinrich Lange, 1665–1682 - Matthäus Cörber, 1682–1685 - Andreas Friderici, 1685–1696 - Jacob Dicker, 1694–1700 - Johann Coerdes, bis 1735 - Michael Mältzer, 1735–1762 - Carl Ernst Sanden, 1762–1798 | - Johann Christian Kirchner, 1798–1802 - Theodor David Lenski, 1802–1812 - (Vakanz) - Johann Carl Fr. Engel, 1821–1823 - Gottlieb Benjamin Druwe, 1823–1830 - Friedrich Georg Sande, 1831–1832 - Friedrich Ed. Skottke, 1832–1837 - Gustav (Julius Ludwig) Woltersdorff, 1837–1872 - Gustav Albert Joachim, 1872–1890 - Emil F. O. Schimmelpennig, 1890–1913 - Otto Emil Richard Ziegler, 1914–1926 - Willy Behnke, 1926–1945 |

### Kirchenbücher
Von den Ludwigswalder Kirchenbüchern liegen die Taufdokumente aus den Jahren 1873–1903 im Evangelischen Zentralarchiv in Berlin.

## Verkehr
An das Straßennetz ist die Ortschaft über die Regionalstraße 27A-017 (ex A195) angebunden.
Bahnstation ist das Nachbardorf Otwaschnoje (Wickbold) an der Bahnstrecke Kaliningrad–Bagrationowsk.